# Felsőbarcikai református templom

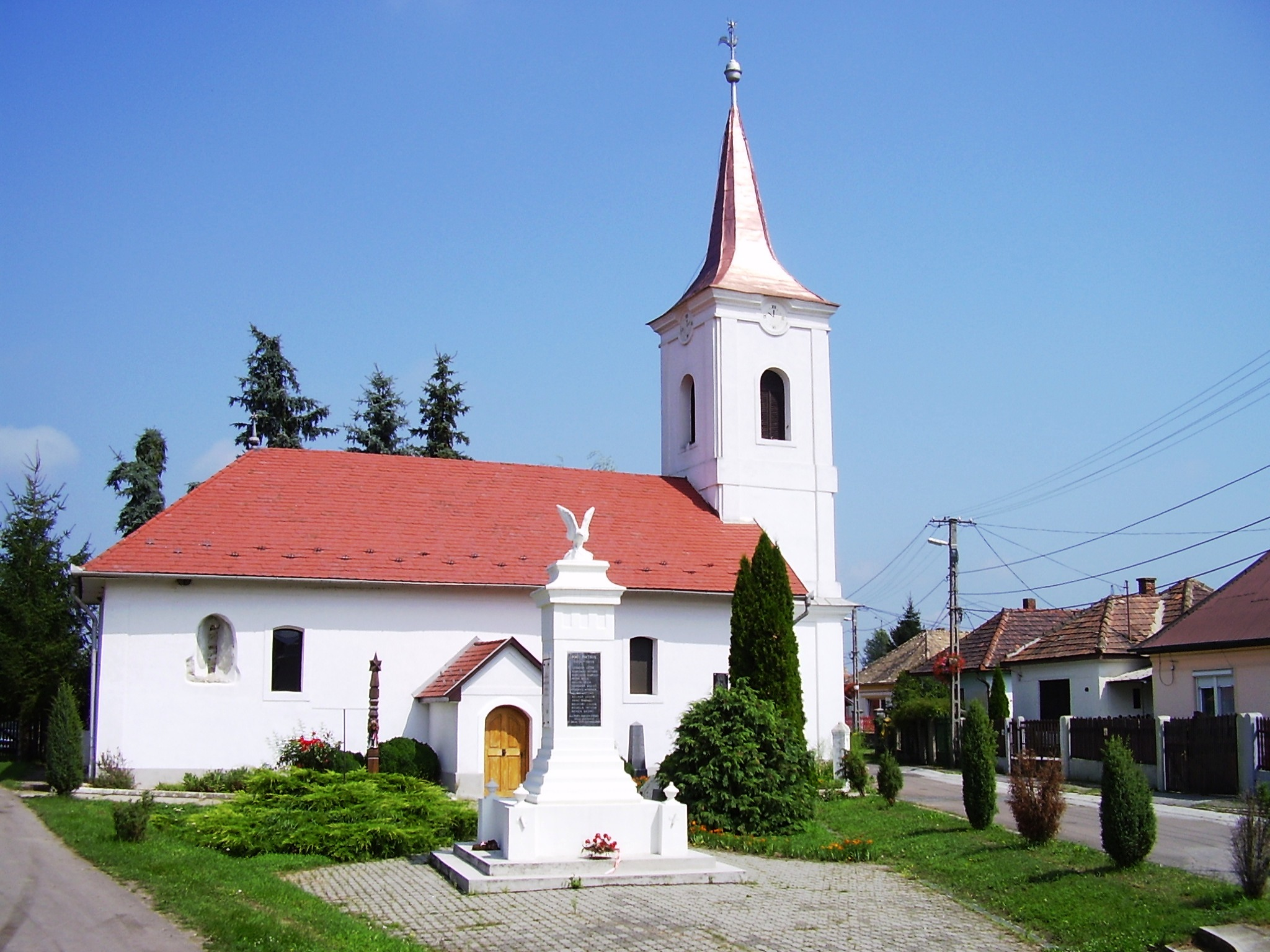
A felsőbarcikai református templom

A felsőbarcikai református templom Kazincbarcikán a Bocskai István téren található.

## Története

### Középkori eredet
A jelenlegi templom helyén álló kápolna a 12. században épülhetett, feltehetően kör alapú volt.
A 16. században a reformátusok használták. Az 1600-as évekre romos állapotba került, de az 1700-as évek első felében újjáépült, ekkor egy fatornyot is építettek mellé.

### 19. század
Barcika község 1882. július 10-én leégett, megsemmisült a templom és a templom előtti fa harangláb is. A következő évben – bár torony nélkül –, de újraépítették. 1891-ben épült meg a keleti homlokzat előtti 23 méter magas új torony.

### 20. század
1929-ben felújították.
1944–45-ben a II. világháború alatt a templom nagy károkat szenvedett, a torony is találatot kapott. 1949-ben állították helyre.
1972-ben új bádogtető került a toronyra. 1974-ben külső-belső tatarozás történt. 1975-ben elkészült a harang villamosítása.
A 80-as években a templomot ismét felújították. 1990-ben az városi önkormányzat támogatásával a templom tetőzete megújult, a toronysisakot lefestették. 1991-ben belső felújításra került sor. 1996-ban megújult a templom környezete, mely 2000-ben a Bocskai tér nevet kapta.

### 21. század
2001-ben megújult a harangok villamos vezérlése. 2003-ban elkészült a templom teljes belső padfűtése. 2004-ben faragott emléktáblát helyezett el a gyülekezet a cinteremben, a  gyülekezet lelkipásztorainak névsorával. 2007-ben a teljes külső és belső felújítást végeztek. 2009 júliusában a toronysisak megújult, réz színű festést kapott.

## A templom bemutatása
A mai templom egyszerű, úgynevezett népi barokk stílusban épült, többszöri átépítés után nyerte el mai formáját. 1931-ben állították az I. világháborús emlékművet a templom elé. A 6 méter X 14 méteres belső térben (a karzattal együtt) kb. 150 ülőhely található. A templombelsőnek sík, egyszínűre festett kazettás jellegű famennyezete van.
A templomtoronyban két harang lakik.
- A 168 kg-os (70 cm) felirata:

Az 1882-es tűzvész után újraöntetett 1883-ban. Az 1944-45-ös harcok alatt ismét megsérült. Újjáöntetett 1949-ben a barcikai hívek közadakozásából Isten dicsőségére. Öntötte Szlezák Ráfael Rákospalota.
- A 102 kg-os (58 cm) felirata:

Egyedül Istené a dicsőség. A világháborúba elvitt harang pótlására öntették a barcikai református egyház hívei közadakozásból 1929. Öntötte Szlezák László harangöntő, Magyarország aranykoszorús mestere Bp-en.